# Trasa Kopernikowska
Trasa Kopernikowska – część śródmiejskiej obwodnicy Białegostoku. 

## Planowany wygląd trasy
Trasa ma mieć początek na ulicy Zwycięstwa (wjazd do Białegostoku od strony Warszawy), biegnąc na południowy wschód estakadą nad torami kolejowymi na południe od Dworca PKP. Następnie ma się połączyć z ulicą Łomżyńską, dalej biegnąc na wschód ulicami Kopernika i Zwierzyniecką. Po skrzyżowaniu z ulicą 11 Listopada Trasa Kopernikowska będzie prowadzić na północny wschód do ulicy Piastowskiej, dalej tą drogą i jej przedłużeniem na północ przez Osiedle Wygoda do drogi krajowej nr 19 prowadzącej do Grodna.

## Powstała część trasy
Zakończenie inwestycji było planowane na rok 2018.
Obecnie oddana jest do użytku jedynie kilka ulic wchodzących w skład Trasy Kopernikowskiej. Jest to m.in. ulica Piastowska, która obecnie jest fragmentem drogi krajowej nr 19 i nr 65 prowadzącej do Lublina i przejścia granicznego w Bobrownikach oraz jej przedłużenie: ulice Kazimierza Wielkiego i Bolesława Krzywoustego. Ulice Kopernika i Zwierzyniecka, oddana w trzecim kwartale 2007 roku ulica Miłosza oraz otwarta 1 sierpnia 2009 roku ulica św. Ojca Pio, będąca domknięciem obwodnicy śródmiejskiej Białegostoku. Otrzymała ona dwie nazwy – św. Ojca Pio i Franciszka Malinowskiego, jednak wojewoda podlaski uznał uchwałę nadającą ulicy imię włoskiego świętego za ważną.

## Planowane części trasy
Estakada nad torami kolejowymi jest częścią planowanego centralnego węzła komunikacyjnego. 